# Križna jama
Križna jama leži v trikotniku med Loškim poljem, Cerkniškim poljem in Bloško planoto. Jama je med kraškimi jamami znana v svetovnem merilu zaradi podzemnih jezer. Le-teh je v Jezerskem in Pisanem rovu 22, skupaj z rovom Blata pa več kot 40. Jezera so nastala za sigovimi pregradami, katerih tvorbo pogojuje izločanje kalcita iz vode. Izredno počasi rastoče sigove pregrade (do 0,1 mm na leto) in njihova krhkost so glavna ovira za masovni turizem v jami ter za omejitev pri dnevnem turističnem obisku vodnega dela jame na 4 osebe. Glavno vodilo pri obisku jame je omejitev posledic turističnega obiska na sigovih pregradah na raven naravnega samoobnavljanja, kar vzdržuje Križno jamo med najbolj ohranjenimi turističnimi jamami v Sloveniji. Za turistični obisk je bila sicer jama urejena v 50. letih 20. stoletja, ko je zanjo skrbelo Turistično društvo Loška dolina. Kasneje jo je upravljalo Društvo za raziskovanje jam Ljubljana. Od 90. let 20. stoletja do danes zanjo zgledno skrbi Društvo ljubiteljev Križne jame.
Križna jama je bila prvič opisana leta 1832, vodni del, ki je tudi najlepši, pa so slovenski jamarji raziskali šele po letu 1926. Pri Kalvariji, ki je tudi najbolj markanten del Križne jame, se jama deli na severni rov Blata in severovzhodni Pisani rov. Glavnina rova Blata je zaradi skromnejših sigastih tvorb manj zanimiva, s kapniškimi oblikami je namreč bogat le njegov skrajni severni konec. Pisani rov, ki je dostopen samo s čolni, je zaradi podzemnih jezer in bogato zasiganih podornih dvoran bolj zanimiv. S strani se mu pridruži Matjažev rov z mogočnimi stebri kralja Matjaža. Konča se blizu največjega prostora v jami, Kristalne gore. Gorvodno nadaljevanje proti Bloški planoti ni raziskano, saj sta tako rov Blata in Pisani rov zasuta s podorom, izpod katerega priteka voda. Križna jama se dolvodno preko nad 124 m globokega sifona hidrološko nadaljuje v Novo Križno jamo. Povezava med jamama kljub mnogim poskusom v preteklosti še ni preplavana.
Zaledje podzemnega vodnega toka je okoliško hribovje, kar pojasni zelo stabilno temperaturo vode (okoli 8 °C), prenasičenost vode s kalcitom ter izredno čisto vodo ob običajnem ter nizkem vodostaju. Le ob visokem vodostaju, ko se gladina kraške vode dvigne, tečejo skoznjo deli potokov Farovščica in Bloščica. Ob teh dogodkih v jamo prihaja tudi onesnaženje z Bloške planote. V Križni jami je podzemni otok.
Do leta 2000 je bilo v njej odkritih kar 45 podzemnih (troglobiontskih) živalskih vrst, kar jo po pestrosti uvršča na 4. mesto na svetu.

## Arheološki ostanki
V Križni jami je eno izmed največjih nahajališč okostij jamskega medveda v tem delu Evrope. Poleg obilja kosti jamskega medveda so bili v vhodnem delu jame pred prvim jezerom odkriti keramični in litični ostanki iz obdobja eneolitika.

## Incident januarja 2024
6. januarja 2024 ob 8. uri se je tričlanska skupina z vodnikom in vodnikom pripravnikom odpravila na turistični ogled jame. Zaradi nenadnega deževja se je kljub drugačni hidrološki napovedi pred začetkom obiska jame nivo vode hitro dvignil. Ker se do predvidne 15. ure niso vrnili, so se jih odpravili poiskat ostali vodniki. Ti jih niso našli, zato so ob priblližno 17.25 aktivirali Jamarsko reševalno službo (JRS).
Okoli 4. ure zjutraj so reševalci našli pogrešane osebe na lokaciji v jami, ki je poimenovana Križna gora. Pogrešane osebe so našli približno 2 km od vhoda v jamo pod Križno goro na polici, ki vedno ostane suha in se je nahajala 10 m nad vodno gladino. Vsi ujeti so bili na varnem in v dobrem zdravstvenem stanju. 8. januarja v popoldanskih urah so spravili ujete iz jame.